# Юртушинское
Юртушинское (Русско-Марийские Ковали) — озеро в Высокогорском районе Татарстана. Принадлежит бассейну реки Сумка.

## География
Озеро Юртушинское — сточный водоём карстового происхождения. Расположено в 2,5 км юго-восточнее посёлка Юртыш Высокогорском районе Татарстана. Водоём имеет продолговатую форму. Длина озера 600 м, максимальная ширина 180 м. Площадь зеркала 7,9 гектар. Средняя глубина достигает 6 м, максимальная глубина 20 м.

## Гидрология
Объём озера 400 тыс. м³. Питание подземное, устойчивое. Вода без цвета и запаха, жёсткостью менее 1 ммоль/л, минерализацией 99 мг/л, прозрачность 230 см. Химический тип воды гидрокарбонатно-кальциевая.

## Хозяйственное использование
- Водоём используется для рыбной ловли, купания и отдыха.
- Постановлением Совета Министров Татарской АССР от 10 января 1978 г. № 25 и постановлением Кабинета Министров Республики Татарстан от 29 декабря 2005 г. № 644 признана памятником природы регионального значения